# Jean-Pierre Vanek
Jean-Pierre Vanek (ur. 19 stycznia 1969) – piłkarz luksemburski grający na pozycji obrońcy. W swojej karierze rozegrał 35 meczów i strzelił 2 gole w reprezentacji Luksemburga.

## Kariera klubowa
Swoją karierę piłkarską Vanek rozpoczął w klubie Etzella Ettelbruck. Zadebiutował w nim w 1988 roku w lidze luksemburskiej. W 1991 roku przeszedł do Aveniru Beggen. W sezonach 1992/1993 i 1993/1994 wywalczył z Avenirem dwa tytuły mistrza Luksemburga. Wraz z Avenirem zdobył także trzy Puchary Luksemburga w 1992, 1993 i 1994 roku.
Latem 2000 roku Vanek odszedł z Aveniru Beggen do F91 Dudelange. W sezonach 2000/2001 i 2001/2002 dwukrotnie z rzędu został z Dudelange mistrzem Luksemburga. Po sezonie 2001/2002 zakończył karierę piłkarską w wieku 33 lat.
| Sezon   | Klub               | Kraj       | Rozgrywki         | Mecze | Bramki |
| ------- | ------------------ | ---------- | ----------------- | ----- | ------ |
| 1988/89 | Etzella Ettelbruck | Luksemburg | Nationaldivisioun | ?     | ?      |
| 1989/90 | Etzella Ettelbruck | Luksemburg | Nationaldivisioun | ?     | ?      |
| 1990/91 | Etzella Ettelbruck | Luksemburg | Nationaldivisioun | ?     | ?      |
| 1991/92 | Avenir Beggen      | Luksemburg | Nationaldivisioun | 25    | 1      |
| 1992/93 | Avenir Beggen      | Luksemburg | Nationaldivisioun | 25    | 0      |
| 1993/94 | Avenir Beggen      | Luksemburg | Nationaldivisioun | 24    | 0      |
| 1994/95 | Avenir Beggen      | Luksemburg | Nationaldivisioun | 19    | 1      |
| 1995/96 | Avenir Beggen      | Luksemburg | Nationaldivisioun | 21    | 1      |
| 1996/97 | Avenir Beggen      | Luksemburg | Nationaldivisioun | 18    | 1      |
| 1997/98 | Avenir Beggen      | Luksemburg | Nationaldivisioun | 22    | 4      |
| 1998/99 | Avenir Beggen      | Luksemburg | Nationaldivisioun | 18    | 1      |
| 1999/00 | Avenir Beggen      | Luksemburg | Nationaldivisioun | 26    | 6      |
| 2000/01 | F91 Dudelange      | Luksemburg | Nationaldivisioun | 13    | 1      |
| 2001/02 | F91 Dudelange      | Luksemburg | Nationaldivisioun | 9     | 0      |

## Kariera reprezentacyjna
W reprezentacji Luksemburga Vanek zadebiutował 12 października 1994 roku w przegranym 0:2 meczu eliminacji do Euro 96 z Białorusią, rozegranym w Mińsku. W swojej karierze grał też w: eliminacjach do MŚ 1998, do Euro 2000 i do MŚ 2002. Od 1994 do 2002 roku rozegrał w kadrze narodowej 35 meczów i strzelił 2 gole.